# Candelaria el Jícaro
Candelaria el Jícaro är en ort i Mexiko.   Den ligger i kommunen Tecpatán och delstaten Chiapas, i den sydöstra delen av landet, 700 km öster om huvudstaden Mexico City. Candelaria el Jícaro ligger 608 meter över havet och antalet invånare är 147.
Terrängen runt Candelaria el Jícaro är huvudsakligen kuperad, men åt nordost är den bergig. Runt Candelaria el Jícaro är det ganska tätbefolkat, med 58 invånare per kvadratkilometer. Närmaste större samhälle är Copainalá, 13,0 km sydost om Candelaria el Jícaro. I omgivningarna runt Candelaria el Jícaro växer huvudsakligen savannskog.